# Otxucaianas
O termo otxucaianas é a denominação dada aos indígenas brasileiros dos grupos janduí e tarairiú. Sua língua é do tronco macro-jê. No período colonial, se aliaram aos holandeses.